# ジュンリエル・ラモナル
ジュンリエル・ラモナル（Jhunriel Ramonal、1989年6月22日  - ）は、フィリピンのプロボクサー。元WBOアジアパシフィックスーパーバンタム級王者。

## 来歴
2007年10月6日のプロデビュー戦は判定勝ち。
その後2013年10月14日、後楽園ホールでOPBF東洋太平洋スーパーバンタム級王者和氣慎吾とOPBF東洋太平洋スーパーバンタム級タイトルマッチを行い、3回2分12秒TKO負けでOPBF王座獲得に失敗。
そして2019年10月11日、後楽園ホールにてフェザー級8回戦で和氣慎吾と再戦し、3回2分59秒TKO勝ち。同年12月31日に大田区総合体育館で日本スーパーバンタム級王者久我勇作とWBOアジアパシフィックスーパーバンタム級王者決定戦を行い、1回1分24秒KO勝ちでアジア王座獲得に成功。
2022年8月7日、大阪府枚方市のKTM河本工業総合体育館で前田稔輝と対戦し、2回0分35秒でKO負けを喫した。

## 獲得タイトル
- GAB比国スーパーバンタム級王座
- WBOアジア太平洋スーパーバンタム級王座（防衛0）

## 戦績
- プロボクシング - 34戦17勝11敗6分（10KO）